# عامل کتابی‌شدن شاخه
عامل کتابی‌شدن شاخه (نام علمی: Rhodococcus fascians) نام یک گونه از شاخه اکتینوباکتر است.